# Elaeocarpus christophersenii
Elaeocarpus christophersenii är en tvåhjärtbladig växtart som beskrevs av Albert Charles Smith. Elaeocarpus christophersenii ingår i släktet Elaeocarpus och familjen Elaeocarpaceae. Inga underarter finns listade i Catalogue of Life.